# Хіґасідорі

41°16′41″ пн. ш. 141°19′46″ сх. д. / 41.27806° пн. ш. 141.32944° сх. д.
Хіґасідо́рі (яп. 東通村, ひがしどおりむら, МФА: [çigaɕidoːɾʲi muɾa]) — село в Японії, в повіті Сімо-Кіта префектури Аоморі. Станом на 1 жовтня 2007 площа села становила 294,39 км². Станом на 1 липня 2008 населення села становило 7624 осіб.